# バッド・エデュケーション (2019年の映画)
『バッド・エデュケーション』（原題:Bad Education）は2019年のアメリカ合衆国のドラマ映画。監督はコリー・フィンリー、主演はヒュー・ジャックマンが務めた。
本作におけるジャックマンの演技はキャリアベストと称賛されている。

## ストーリー
ニューヨーク州ロングアイランド。教育長のフランク・タソーンは話術に長けており、ロズリン地区の生徒たちの成績を大幅に向上させたという実績を有していた。そのため、彼は地元住民や教育関係者から絶大な信頼を寄せられていた。ところが、彼は裏で学校の運営資金を横領していた。その事実を明るみに出すのに一役買ったのは、地元の新聞部に所属する高校生（レイチェル）であった。
本作のストーリーは、脚本を手掛けたマイク・マコウスキーが高校在学中に遭遇した出来事を題材にしたものである。

## キャスト
- フランク・タソーン教育長: ヒュー・ジャックマン
- パム・グラッキン副教育長: アリソン・ジャネイ
- ボブ・スパイサー: レイ・ロマーノ
- レイチェル・バルガヴァ: ジェラルディン・ヴィスワナサン
- ニック・フライシュマン: アレックス・ウルフ
- アンバー・マッカーデン: ケイリー・カーター（英語版）
- カイル・コントレラス: ラファエル・カザル（英語版）
- トーマス・トゥッジェロ: スティーヴン・スピネラ
- ジェニー・アクィラ: アナリー・アシュフォード（英語版）
- デヴィッド・バルガヴァ: ハリー・ディロン
- ジェームズ・D・マッカーデン: ジミー・タトロ（英語版）
- フィル・メッツガー: ジェレミー・シェイモス（英語版）
- シャロン・カッツ: キャサリン・ナルドゥッチ（英語版）
- メアリー・アン: ウェルカー・ホワイト
- キャロル・シュヴァイツァー: ステファニー・カーツバ（英語版）
- エディ: ピーター・アペル
- ハワード・グラッキン: レイ・アブルッツォ（英語版）
- ジュディ・シャピロ: キャサリン・カーティン（英語版）
- 検事: パット・ヒーリー
- ブレスラー: ヴィクター・ヴェルハーゲ

## 製作
2018年3月28日、コリー・フィンリー監督の新作映画にヒュー・ジャックマンが出演するとの報道があった。6月15日、アリソン・ジャネイの出演が決まったと報じられた。7月、ジェラルディン・ヴィスワナサンとレイ・ロマーノが起用された。10月、アレックス・ウルフ、ラファエル・カザル、ケイリー・カーターらがキャスト入りした。同月、本作の主要撮影がニューヨークで始まった。2019年7月1日、マイケル・エイブルズが本作で使用される楽曲を手掛けるとの報道があった。

## 公開・マーケティング
2019年9月8日、本作は第44回トロント国際映画祭でプレミア上映された。17日、HBOフィルムズが本作の放映権を1750万ドルで買い付けたと報じられた。2020年3月26日、本作のオフィシャル・トレイラーが公開された。

## 評価
本作は批評家から絶賛されている。映画批評集積サイトのRotten Tomatoesには66件のレビューがあり、批評家支持率は92%、平均点は10点満点で7.54点となっている。サイト側による批評家の見解の要約は「ヒュー・ジャックマンの素晴らしい演技のお陰で、『バッド・エデュケーション』は実際に発生したスキャンダルに不条理な笑いを見出し、価値あるメッセージを観客に届けることができた。」となっている。また、Metacriticには21件のレビューがあり、加重平均値は79/100となっている。